# Цзы чжи тун цзянь
«Цзы чжи тун цзянь» (кит. трад. 資治通鑑, упр. 资治通鉴, пиньинь Zīzhì Tōngjiàn , палл. Цзы чжи тун цзянь, «Помогающее в управлении всепронизывающее зерцало») — летопись, которую написал Сыма Гуан, выпущенная в 1084 году. По распоряжению императора Ин-цзуна (династия Сун) в 1065 году великий историк Сыма Гуан (1019—1086) возглавил рабочую группу, в которую входили также Лю Шу, Лю Бан, Фан Цзую по составлению универсальной истории Китая. Работа потребовала 19 лет, и лишь в 1084 году труд был представлен следующему императору Шэнь-цзуну. Цзы чжи тун цзянь охватывает период китайской истории с 403 года до н. э. до 959 года н. э., описывая правление 16 династий в течение 1400 лет. Труд из более чем 3 миллионов иероглифов собран в 294 цзюаня.

## Структура текста

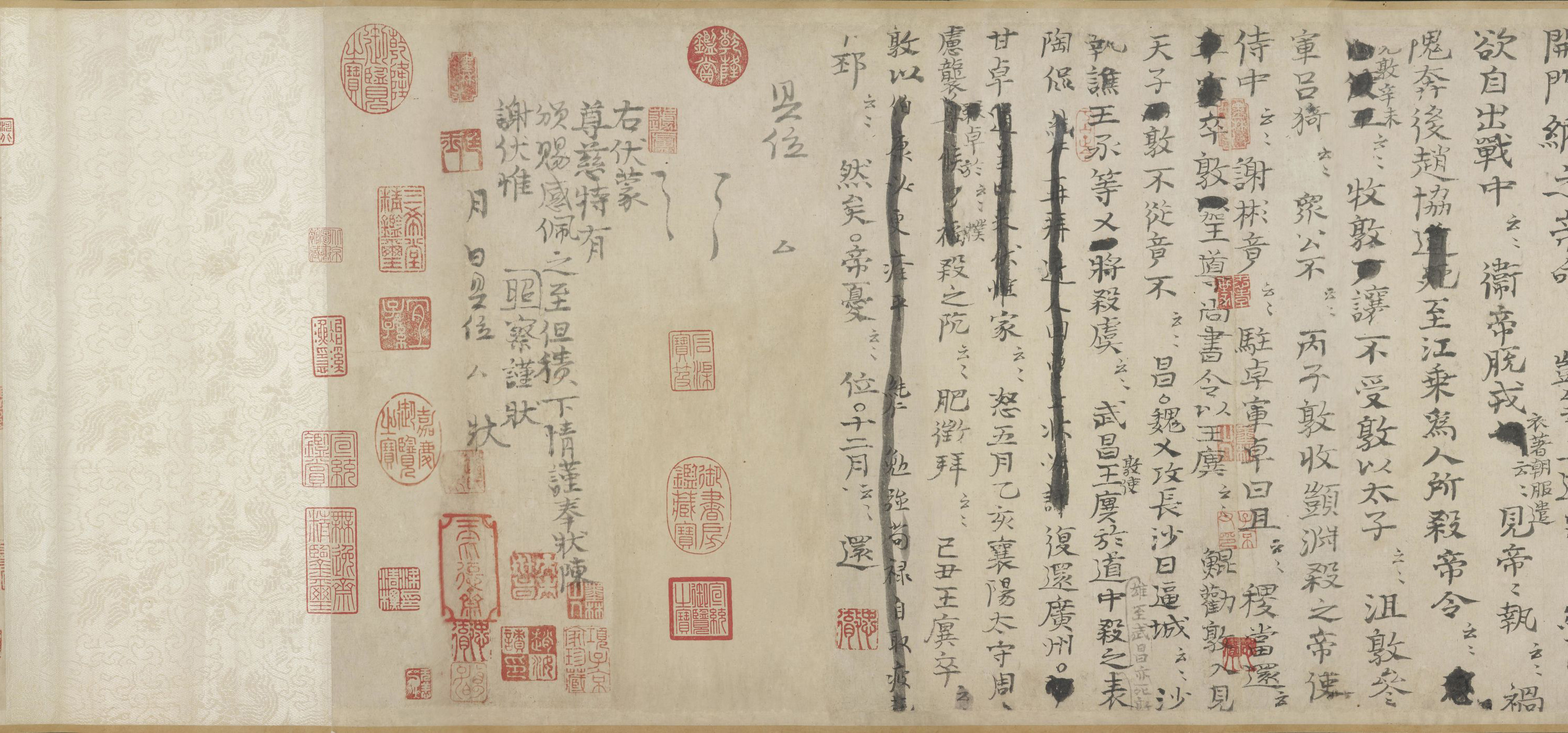
Фрагмент оригинального свитка Цзы чжи тун цзянь

Основной текст 'Цзы чжи тун цзянь' состоит из 294 свитков (цзюаней), построенных в хронологическом порядке от Периода Сражающихся царств до Эпохи пяти династий. Сыма Гуану принадлежит значительная часть сочинения практически в каждом разделе. Он выбирал события для описания, готовил текст и занимался публикацией.
Сыма Гуан несколько отошёл от традиционных форм историографии. Со времён истории Ши цзи Сыма Цяня более 1000 лет историки разделяли анналы (紀) правителей и биографии видных чиновников. Сыма Гуан придерживался строго хронологической структуры, что оказалось удобнее для анализа и стало использоваться последующими историками".
294 цзюаня охватывали 11 периодов китайской истории (Период Сражающихся царств, Династия Цинь, Западная Хань, Восточная Хань, Эпоха Троецарствия, Цзинь (265—420) и Шестнадцать варварских государств, Южные и Северные Династии, династия Суй, династия Тан и Эпохи пяти династий. Этот труд стал одним из самых крупных исторических трактатов.

## Содержание
294 тома соответствуют следующим династиям и периодам:
1. 5 томов- династия Чжоу (1046—256 BC)
2. 3 тома — Династия Цинь (221—207 BC)
3. 60 томов- династия Хань (206 BC-220 CE)
4. 10 томов- Вэй (Троецарствие) (220—265)
5. 40 томов- Цзинь (265—420)
6. 16 томов- Лю Сун (420—479)
7. 10 томов- Южная Ци (479—502)
8. 22 тома — династия Лян (502—557)
9. 10 томов- династия Чэнь (557—589)
10. 8 томов — династия Суй (589—618 CE)
11. 81 томов — династия Тан (618—907)
12. 6 томов- Поздняя Лян (907—923)
13. 8 томов — Поздняя Тан (923—936)
14. 6 томов — Поздняя Цзинь (936—947)
15. 4 тома — Поздняя Хань (947—950)
16. 5 томов — Поздняя Чжоу (951—960)